# Get Your Shine On
«Get Your Shine On» — песня американской кантри-группы Florida Georgia Line. Она была выпущена 21 января 2013 года лейблом Republic Nashville в качестве второго сингла из дебютного студийного альбома Here’s to the Good Times. Песню написали Тайлер Хаббард, Брайан Келли (оба участники дуэта Florida Georgia Line), Родни Клоусон и Крис Томпкинс, а спродюсировал Joey Moi. Сингл занял первое место в чарте Billboard Country Airplay и пятое место в чарте Hot Country Songs. Она также достигла 49-го места в чарте Hot 100. Песня получила 3-кратный платиновый сертификат от Американской ассоциации звукозаписывающей индустрии (RIAA).

## Отзывы
Билли Дьюкс из Taste of Country дал песне три с половиной звезды из пяти, написав, что песня «закрепляет за дуэтом статус группы для хорошей кантри-вечеринки, которой они себя представили», и «[опирается] на большой, жирный хук и текст песни, который острее, чем им приписывают». Мэтт Бьорк из Roughstock поставил песне четыре звезды из пяти, сказав, что «толстое мускулистое производство Джоуи Муи добавляет слой рок/кантри, который может быть слишком большим для некоторых, но […] имеет полный смысл и подходит». Дэн Милликен из Country Universe оценил песню на тройку, раскритиковав продюсирование и сказав, что дуэту «отчаянно нужно стремиться к большему, чем саундтреки для вечеринок», но добавив, что «если вы сможете выдержать эту вещь достаточно долго, чтобы обратить внимание на текст, вы увидите, что они хорошо разбираются в деталях, наряду с их сильным мелодическим чувством».

## Коммерческий успех
Песня «Get Your Shine On» дебютировала на 47-м месте в чарте Billboard Hot Country Songs за неделю 20 октября 2012 года, за шестнадцать недель до выхода в качестве сингла. Она также дебютировала под номером 52 в чарте Billboard Country Airplay за неделю 22 декабря 2012 года, благодаря эфиру за семь недель до выхода на радио. Также песня дебютировала на 96-м месте в чарте Billboard Hot 100 за неделю 9 февраля 2013 года и под номером 91 в канадском чарте Canadian Hot 100 за неделю 16 февраля 2013 года. В мае 2013 года песня стала вторым подряд синглом № 1 для дуэта, став первым артистом, достигшим вершины кантри-чартов с первыми двумя синглами с Истона Корбина в апреле-октябре 2010 года, и первым дуэтом, сделавшим это с Brooks & Dunn в сентябре-декабре 1991 года. К маю 2013 года продажи песни в США достигли 1 миллиона копий. По состоянию на апрель 2014 года в США было продано 1 671 000 копий. 12 декабря 2018 года песня была сертифицирована Американской ассоциацией звукозаписывающих компаний RIAA как трижды платиновая по совокупности потоков и продаж.

## Музыкальное видео
Режиссёром клипа выступил Деклан Уайтблум, а премьера состоялась в феврале 2013 года. Он был снят в Канкуне (Мексика), и в нём представлены различные сцены из Hard Rock Hotel Cancun.

## Чарты
| Чарт (2013)                         | Высшая позиция |
| ----------------------------------- | -------------- |
| Канада (Billboard Canadian Hot 100) | 39             |
| Канада (Billboard Country)          | 1              |
| США (Billboard Hot 100)             | 27             |
| США (Billboard Country Airplay)     | 1              |
| США (Billboard Hot Country Songs)   | 5              |

| Чарт (2013)                      | Позиция |
| -------------------------------- | ------- |
| US Billboard Hot 100             | 94      |
| US Country Airplay (Billboard)   | 22      |
| US Hot Country Songs (Billboard) | 7       |

## Сертификации
| Регион     | Сертификация  | Продажи   |
| ---------- | ------------- | --------- |
| США (RIAA) | 3× Платиновый | 1,671,000 |